# Rinya
Rinya je řeka v Maďarsku, levostranný přítok řeky Drávy. Je dlouhá 60 km. Pramen řeky se nachází mezi obcemi Tapsony, Szenyér a Nemeskisfalud v župě Somogy. V Chorvatsku, těsně u hranic s Maďarskem, se u vesnice Križnica vlévá do Drávy. V malé části tvoří i maďarsko-chorvatskou hranici a v několika místech ji překračuje; v tomto úseku prochází přes říční rameno řeky Drávy známé jako Stara Drava (maďarsky Ó-Dráva).
Rinya protéká maďarským okresním městem Nagyatád, jehož centrum odděluje od čtvrti Henész. Podle řeky bylo pojmenováno několik obcí, některé z nich však u ní neleží a např. obec Rinyakovácsi je od řeky vzdálena více než 15 km.

## Sídla ležící u břehu řeky
Maďarsko – Nemeskisfalud, Böhönye, Beleg, Nagyatád, Rinyaszentkirály, Bakháza, Háromfa, Rinyaújnép, Babocsa, Péterhida
 Chorvatsko – Križnica

## Přítoky
Nejdelším přítokem Rinye je potok Lábodi-Rinya, pojmenovaný podle obce Lábod, kterou prochází, dalšími přítoky jsou Szabási-Rinya a Segesdi-Rinya. Podle Rinye byl pojmenován také potok Kis-Rinya (malá Rinya), který protéká nedalekým městem Barcs a vlévá se zde do Drávy.